# Erik Schlopy
Erik Schlopy, né le 21 août 1972, est un skieur américain.

## Palmarès

### Championnats du monde
- Championnats du monde de ski alpin 2003
  -  Médaille de bronze en slalom géant.

(État au 12 novembre 2005)